# Georg Wilhelm Richter
Georg Wilhelm Richter (* 6. Juli 1759 in Friedersdorf (bei Bitterfeld), Sachsen; † 10. Januar 1815 in Weimersheim bei Weißenburg in Bayern) war ein deutscher evangelischer Theologe.
Richter studierte ab 1777 an der Universität Wittenberg. Er kam 1784 nach Regensburg, wurde dort 1787 Prediger und 1797 Professor der Theologie am Gymnasium poeticum. 1803 wurde er Pfarrer und Superintendent der evangelisch-lutherischen Gemeinde. Nachdem Regensburg 1810 in das Königreich Bayern eingegliedert wurde, wurde Richter erster Dekan des neugegründeten Dekanats Regensburg in der Evangelisch-Lutherischen Kirche in Bayern. 1812 wurde er als Pfarrer nach Weimersheim versetzt, wo er zugleich das Amt des Dekans im Dekanat Weißenburg übernahm. 
Richter veröffentlichte 1782 eine Wittenberger Disputation unter Franz Volkmar Reinhard (Specimen observationum e Theodoreti commentario in Psalmos) und später noch einige Predigten, vor allem Leichenpredigten.